# Jan Jonathan Serfontein
Jan Jonathan Serfontein (Vegkop, 1898. február 3. – Philippolis, 1967. október 17.) a dél-afrikai Nemzeti Párt politikusa, a Népgyűlés tagja. 
Serfontein kezdetben posta-, telegráf-, valamint népjóléti miniszter volt a második Malan-kormányban és a Strijdom-kormányban, 1958 és 1961 között oktatási, művészeti és tudományos miniszteri, valamint népjóléti és nyugdíjazási miniszteri (ez utóbbit 1958 és 1966 között) pozíciót is betöltött Verwoerd első kabinetjében.
Serfontein a Nemzeti Párt oranje szabadállami tagozatának vezetője volt.

## Fordítás
Ez a szócikk részben vagy egészben  a   Jan Jonathan Serfontein című afrikaans Wikipédia-szócikk ezen változatának fordításán alapul.  Az eredeti cikk szerkesztőit annak laptörténete sorolja fel. Ez a jelzés csupán a megfogalmazás eredetét és a szerzői jogokat jelzi, nem szolgál a cikkben szereplő információk forrásmegjelöléseként.